# Stephen Tataw
Stephen Tataw Eta, född 31 mars 1963 i Yaoundé, död 31 juli 2020 i Yaoundé, var en kamerunsk fotbollsspelare. Tataw representerade Kamerun vid VM i fotboll 1990, där han var lagkapten, och likaså i fotbolls-VM 1994, samt i Afrikanska mästerskapet 1992.